# Johannes Eichhorn (Heimatforscher)
Johannes Eichhorn (* 8. Januar 1904 in Schmiedeberg; † 29. Dezember 1993 in Seiffen) war ein deutscher Heimatforscher, Volkskundler und Naturschutzbeauftragter.

## Leben
Johannes Eichhorn war Vorsitzender der Ortsgruppe Seiffen des Kulturbundes der DDR, Ortsbeauftragter für Denkmalpflege, Naturschutzbeauftragter, Mitglied der Kreisleitung des Kulturbundes und des Kreisaktiv für Denkmalpflege in Marienberg, Mitglied im Ortsausschuss der Nationalen Front und in anderen gesellschaftlichen Organisationen und Kommissionen der DDR tätig.

## Werk
Verdienste erwarb sich Johannes Eichhorn besonders als Initiator und Organisator von kulturellen Veranstaltungen der Ortsgruppe Seiffen, die das öffentliche Leben in Seiffen und dem Schwartenberggebiet bereicherten. Einwohner und die zahlreichen FDGB- und privaten Gäste des mittleren Erzgebirges wurde dadurch das kulturelle Erbe näher gebracht. Neben dem Erhalt des Spielzeugmuseums in Seiffen ist auch die Wiedererrichtung der früheren Naturbühne Johannes Eichhorn zu verdanken.
Als Volkskundler bemühte sich Johannes Eichhorn um die Pflege und Bewahrung der traditionellen Seiffner Volkskunst, die besonders in der Weihnachtszeit internationale Bekanntheit erlangt hat. Er leitete die Forschungs-, Traditions- und Entwicklungsgruppe Seiffener Volkskunst.

## Schriften (Auswahl)
Johannes Eichhorn publizierte als Heimatforscher viele seiner Forschungsergebnisse in populärwissenschaftlichen Beiträgen in der Tagespresse und in regionalen Periodica. Daneben legte er gemeinsam mit Emil Lohse das 1963 im VEB Verlag der Kunst Dresden erschienene Buch Erlebte Volkskunst vor.
Zu seinen Aufsätzen zählen u. a.:
- Das Freilichtmuseum Seiffen. In: Der Heimatfreund für das Erzgebirge, Stollberg, 20 (1975), H. 4, S. 85–88
- Reiseandenken von Seiffen. In: Unsere Heimat, Marienberg 1975, H. 1, S. 2–5
- Seiffener Volkskunst. Tradition und Entwicklung. Ein Arbeitsbericht 1950 - 1980. In: Sächsische Heimatblätter, 26 (1980), H. 1, S. 12–18.
- "Die Grenz" von Sachsen. Alte Freundesgrenze im Erzgebirge. In: Sächsische Gebirgsheimat, Ebersbach, Oberlausitzer Kunstverlag, 1986, S. 3
- König Nußknacker im Spielzeugland. Ein Stück Kulturgeschichte. In: Geschichten vom Nußknacker, Seiffen 1992, S. 15–19.

## Ehrungen
- 1969 Johannes-R.-Becher-Medaille
- 1972 Medaille für sozialistische Landeskultur
- 1972 Aktivist der sozialistischen Arbeit
- 1973 Ehrennadel der Nationalen Front
- 1974 Ehrennadel „Für heimatkundliche Leistungen“ in Gold
- 1979 Aktivist der sozialistischen Arbeit (2. Verleihung)
- 1983 Gottfried-Semper-Medaille